# Praia de Suave Mar
Suave Mar é uma praia portuguesa situada em Esposende e distrito de Braga. Está subdividida em três: Suave Mar Norte, Suave Mar Centro e Suave Mar Sul.